# Аргос-Орестикон (дим)
А́ргос-Орестико́н (греч. Δήμος Άργους Ορεστικού) — община (дим) в Греции. Входит в периферийную единицу Кастория в периферии Западная Македония. Население 11 802 жителя по переписи 2011 года. Площадь общины 342,548 квадратного километра. Плотность 34,64 человек на квадратный километр. Административный центр — Аргос-Орестикон. Димархом на местных выборах в 2014 году избран и в 2019 году переизбран Панайотис Кепапцоглу (Παναγιώτης Κεπαπτσόγλου).
Сообщество Хруписта (греч. Κοινότητα Χρουπίστης) создано в 1918 году (ΦΕΚ 259Α). 15 февраля 1926 года Хруписта переименована в Аргос-Орестикон (греч. Κοινότητα Άργους Ορεστικού). В 1941 году сообщество признано общиной (Δήμος Άργους Ορεστικού). Община Орестида (греч. Δήμος Ορεστίδος) создана в 1997 году (ΦΕΚ 244Α) при слиянии упразднённой общины Аргос-Орестикон и ряда сообществ. Община названа по исторической области Орестида, где жили оресты (др.-греч. Ὀρέσται), ветвь молоссов. 5 сентября 2006 года (ΦΕΚ 1854Α) община переименована в Аргос-Орестикон. Община Орестида (греч. Δήμος Ορεστίδος) вновь создана в 2010 году (ΦΕΚ 87Α) по программе «Калликратис» при слиянии упразднённых общин Аргос-Орестикон и Ион-Драгумис. 22 мая 2013 года (ΦΕΚ 114Α) община переименована в Аргос-Орестикон.